# Mönkhkhairkhan
Mönkhkhairkhan (mongol cyrillique : Мөнххайрхан сум, Mönkhkhairkhan sum) est un sum de l'aïmag (province) de Khovd dans l’ouest de la Mongolie. Sa capitale est Tsenkher.